# Distretto di Cėėl (Tôv)
Il distretto di Cėėl  è uno dei ventisette distretti (sum) in cui è suddivisa la provincia del Tôv, in Mongolia. Conta una popolazione di 2.352 abitanti (censimento 2007). 